# Dravska ulica (Maribor)
Dravska ulica (Drau-Gasse) ist der Name einer Straße direkt an der Drau im Stadtteil Lent, Bezirk Center der Stadtgemeinde Maribor, Slowenien.

## Geschichte
Die erste Erwähnung fand die Gasse im Jahr 1483 als Traa-Gasse. 1760 erscheint sie erstmals als Draa-Gasse, 1780 wieder als Traa-Gasse. Im Jahr 1822 wird sie als Draustraße erwähnt, 1824 sie Brückengasse genannt. 1859 und während der deutschen Besatzung zwischen 1941 und 1949 nannte man sie wieder Drau-Gasse. 
Im Jahr 1919 und erneut 1945 erhielt die Straße ihren heutigen slowenischen Namen Dravska ulica.

## Lage
Die U-förmige Straße beginnt und endet an der Vojašniška ulica am linken Ufer der Drau unmittelbar westlich von der Unterführung unter der Alten Brücke und östlich der Gasse Mesarski prehod. Zwischen ihrem westlichen und östlichen Teil führt die Fußgängerbrücke Splavarska brv zum rechten Drau-Ufer.